# Улеево (Бирский район)
Уле́ево (баш. Үләй) — село в Бирском районе Республики Башкортостан Российской Федерации. Входит в состав Бахтыбаевского сельсовета.

## География

### Географическое положение
Расстояние до:
- районного центра (Бирск): 17 км,
- центра сельсовета (Баженово): 7 км,
- ближайшей ж/д станции (Янаул): 95 км.

## Население
| 2002 | 2009 | 2010 |
| ---- | ---- | ---- |
| 125  | ↘101 | →101 |

Национальный состав
Согласно переписи 2002 года, преобладающие национальности — марийцы (50 %), русские (49 %).